# Osphronemus goramy
Az Osphronemus goramy a sugarasúszójú halak (Actinopterygii) osztályának sügéralakúak (Perciformes) rendjébe, ezen belül a gurámifélék (Osphronemidae) családjába tartozó faj.
Nemének a típusfaja.

## Előfordulása
Az Osphronemus goramy ázsiai halfaj, amelynek az eredeti előfordulási területe Szumátrára, Borneóra, Jávára, valamint a Maláj-félszigetre korlátozódik. A következő országokban vannak őshonos állományai: Indonézia, Malajzia és Thaiföld. A Mekong nevű folyamban is benne van. Halászati és tenyésztési célokból, más országokba is betelepítették.
Szumátra középső részén, az ősmaradványait, vagy a hozzá hasonló halak kövületeit megtalálták a miocén kori rétegekben.

## Megjelenése

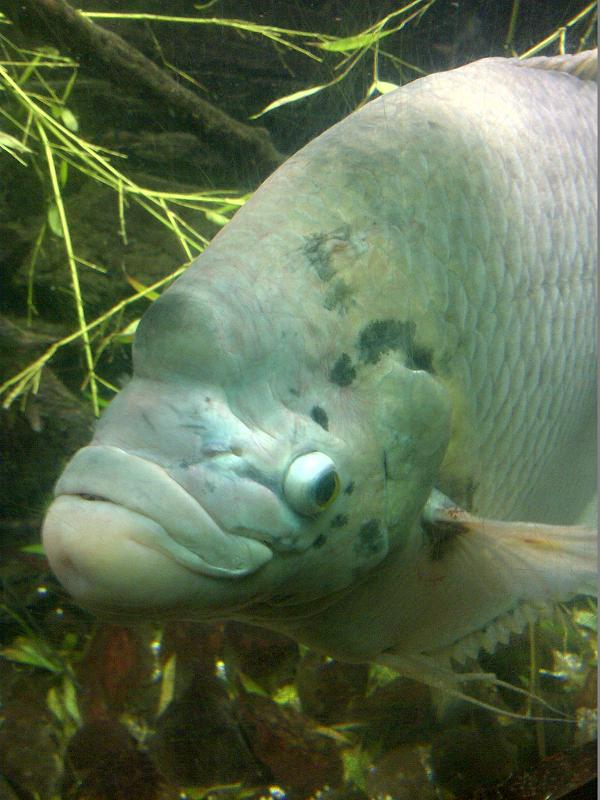
Nagy, kíváncsi feje miatt, közkedvelt az akváriumokban

Általában 45 centiméter hosszú, de akár 70 centiméteresre is megnőhet. Hátúszóján 12-14 tüske látható. A fiatal példányok testén 8-10 sötét, függőleges sáv húzódik; ezek a sávok eltűnnek a felnőtté váláskor. E hal farokúszójának a vége lekerekített. A hasúszókból olyan hosszú szálak erednek, hogy néha a farokúszón túl is elérhetnek.

## Életmódja
Trópusi halfaj, amely édes- és brakkvízben is megél. A 20-30 °C-os vízhőmérsékletet és a 6,5-8 pH értékű vizet kedveli. Körülbelül 10 méteres, vagy ennél is nagyobb mélységekben tartózkodik. A növényzetben dús tavakban, folyókban és mocsarakban lelhető fel. Az elárasztott erdőkbe is beúszik. Mindenevő hal, amely egyaránt táplálkozik növényi és állati eredetű táplálékkal is, mint például vízi növényekkel, férgekkel, békákkal és akár döglött állatok maradványaival is. Képes a nedves levegőből is kivenni az oxigént, emiatt hosszabb időre is kivehető a vízből, ami igen alkalmas e hal szállításakor.

## Felhasználása
Az Osphronemus goramy sütve, főzve ehető. A halászata mellett, iparilag is tenyésztik. A városi akváriumok egyik kedvelt hala.

## Képek

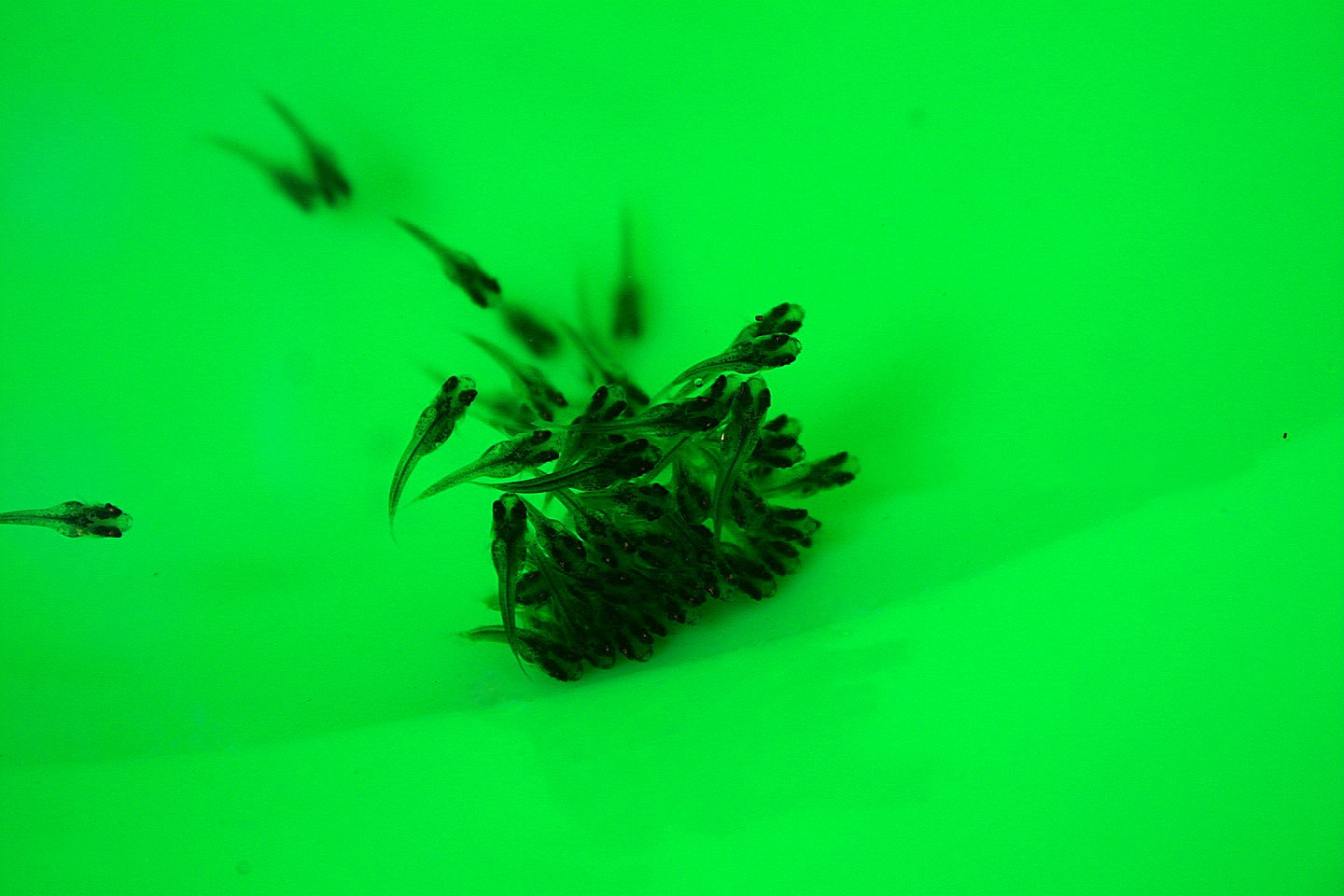
Ivadékként,
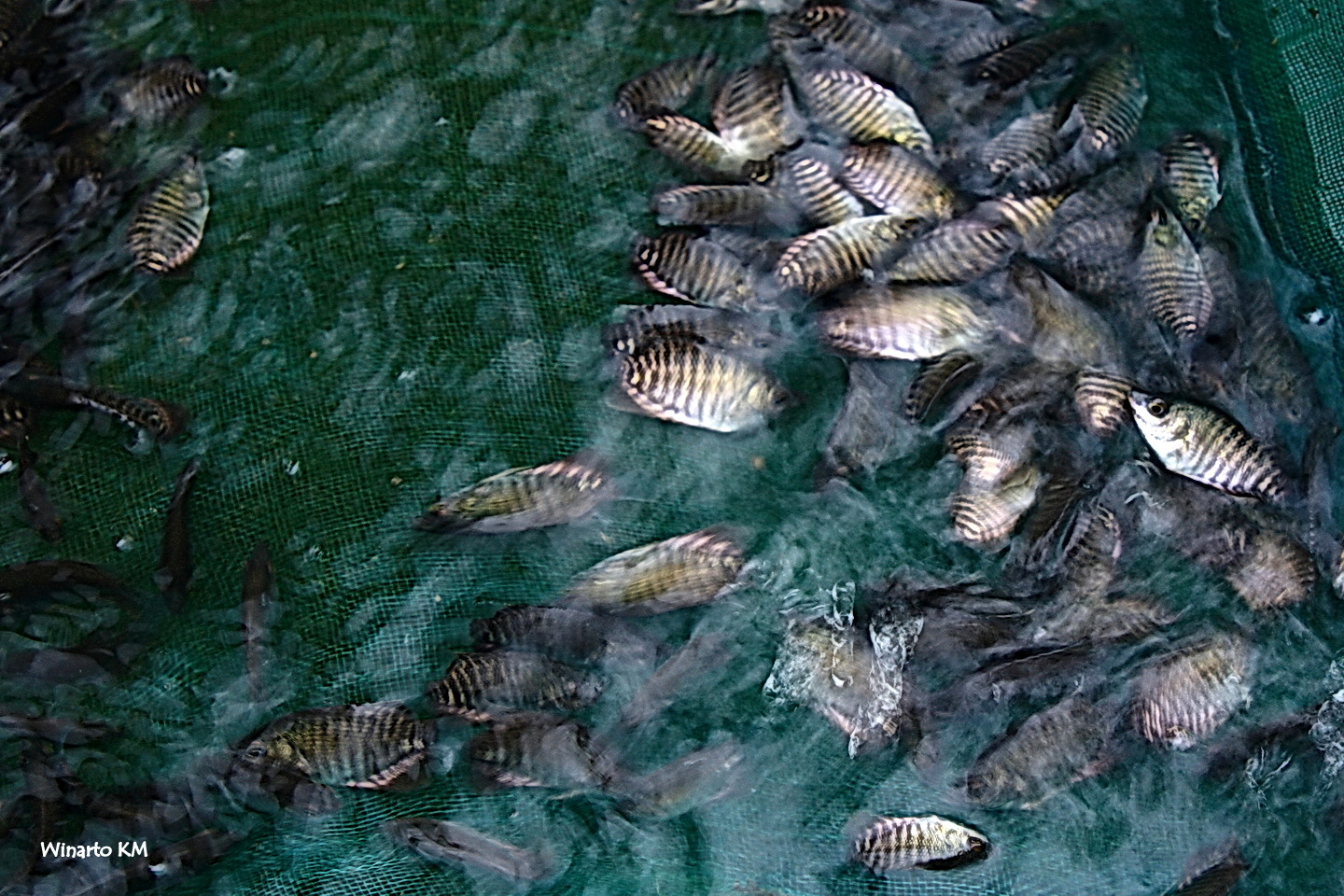
fiatalként
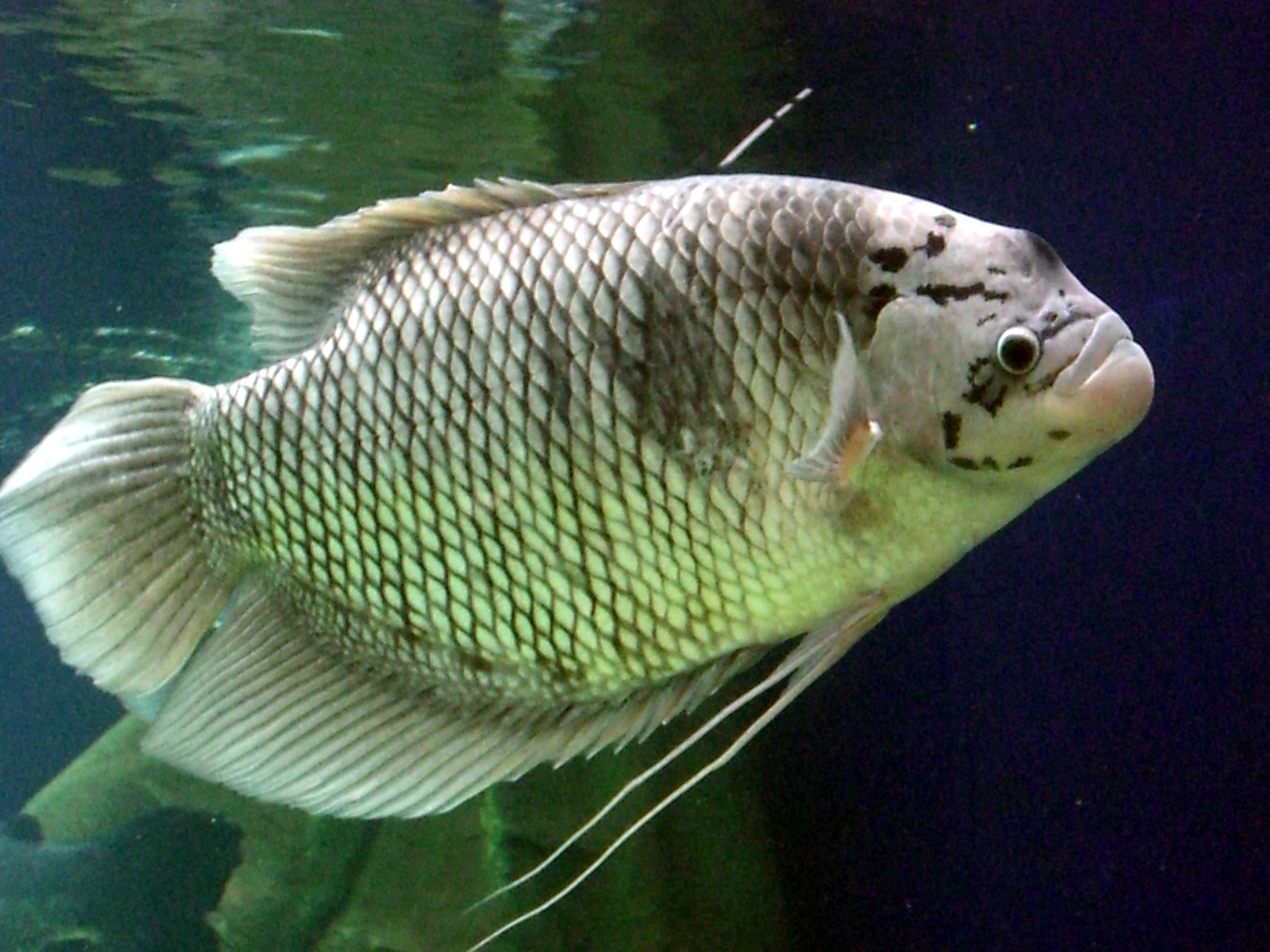
és felnőttként
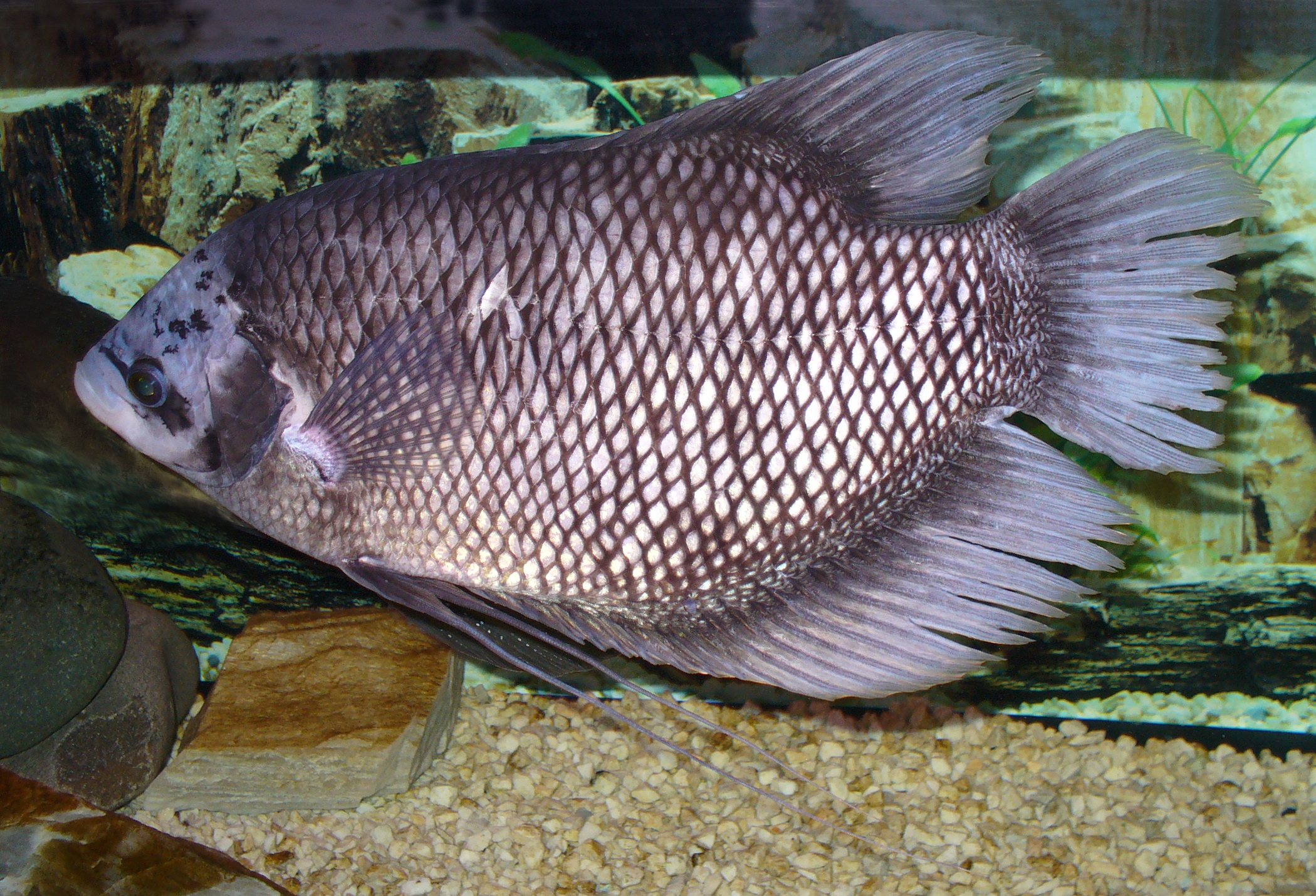
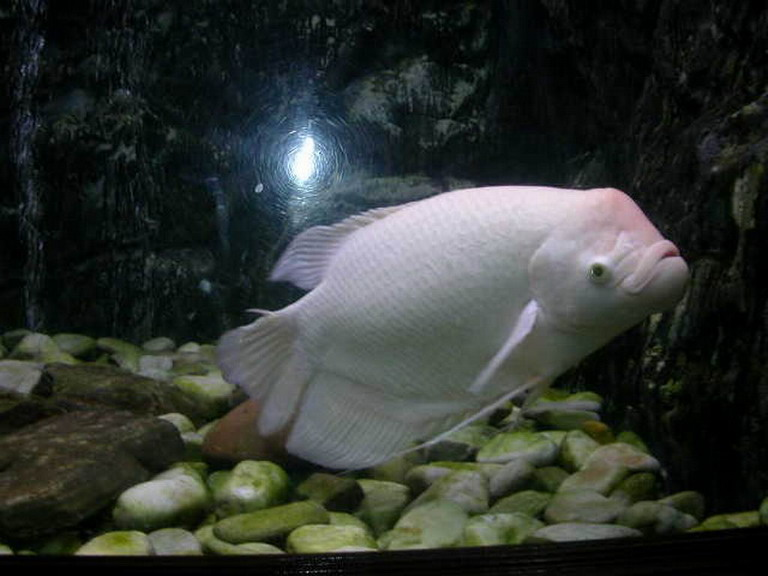
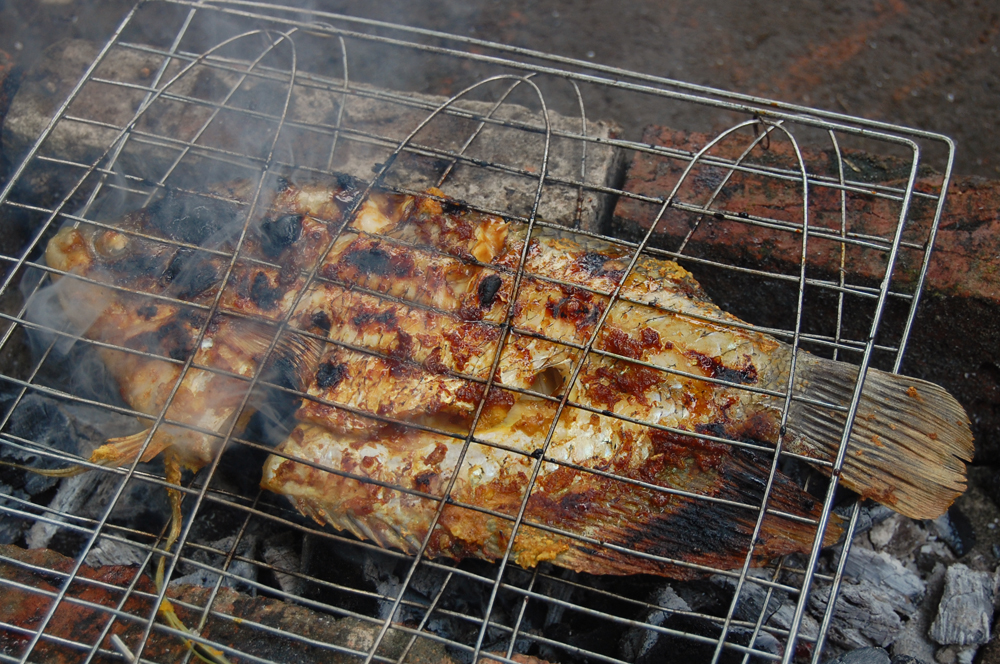
Sülve